# 36-os busz (Szeged)
A szegedi 36-os jelzésű autóbusz a Honvéd tér és Kiskundorozsma, Czékus utca között közlekedik, összehangolt menetrend szerint a 75-ös busszal, amely a Mars térhez biztosít összeköttetést Kiskundorozsmáról. A viszonylatot a Volánbusz Zrt. üzemelteti.

## Története
35, 35G, 35Y
A 35-ös a Szent György tér és Kiskundorozsma, Felszabadulás utca (ma Széchenyi István utca) között közlekedett 1985-ben.
A 35-ösnek gyorsjárata is volt 35G jelzéssel, amely a Szent György tér és a Kiskundorozsma, vásártér között közlekedett 1989-ben és 1992-ben.
1997-ben a 35-ös ugyanezen az útvonalon, a 35Y a Szent György térről Kiskundorozsma, vásártérre járt. 1999-ben a 35-ös és a 35Y Tarján, Víztorony térig járt, az alábbi útvonalon:
- 35: Tarján, Víztorony tér – Szilléri sugárút – Tisza Lajos körút – Kálvária sugárút – Fonógyári út – Dorozsmai út – Széchenyi István utca
- 35Y: Tarján, Víztorony tér – Szilléri sugárút – Tisza Lajos körút – Kálvária sugárút – Fonógyári út – Dorozsmai út – Negyvennyolcas utca – Kiskundorozsma, Vásártér

2004. július 3-ától a 35-ös és a 35Y csak a Honvéd térig közlekedett. A 35Y járatot meghosszabbították Kiskundorozsma, Czékus utcáig.
36, 36Y
2004. december 6-ától a 35-ös és a 35Y járatot meghosszabbították Tarján, Víztorony térig, de csak munkanapokon csúcsidőben. A többi időszakban az új 36, 36Y jelzésű járatok csak a Honvéd térig közlekedtek.
- 36: Honvéd tér – Kálvária sugárút – Dorozsmai út – Széchenyi István utca
- 36Y: Honvéd tér – Kálvária sugárút – Dorozsmai út – Negyvennyolcas utca – Kiskundorozsma, Czékus utca

Új járatként bevezették a 36H jelzésű járatot, csak hétvégén. 2009-ben megszűnt a 35-ös és a 35Y járat.
- 36H: Honvéd tér – Kálvária sugárút – Dorozsmai út – Jerney utca – Dobos utca – Széchenyi István utca – Negyvennyolcas utca – Kiskundorozsma, Czékus utca

2012. november 1-jétől a korábbi 36-os és 36Y járatok megszűntek, helyettük a 36H járat 36-os jelzéssel közlekedik.
2020. február 1-jétől módosított útvonalon, a Kollégiumi úton keresztül közlekedik.

## Útvonala
| Kiskundorozsma, Czékus utca felé | Honvéd tér felé |
| --- | --- |
| Honvéd tér vá. – Dugonics tér – Kálvária sugárút – Bajai út – Fonógyári út – Kollégiumi út – Dorozsmai út – Jerney utca – Dobos utca – Széchenyi István utca – Szent János tér – Negyvennyolcas utca – Vásártér – Kiskundorozsma, Czékus utca vá. | Kiskundorozsma, Czékus utca vá. – Vásártér – Negyvennyolcas utca – Szent János tér – Széchenyi István utca – Dobos utca – Jerney utca – Dorozsmai út – Kollégiumi út – Fonógyári út – Bajai út – Kálvária sugárút – Dugonics tér – Honvéd tér vá. |

## Megállóhelyei
| 0  | Honvéd tér végállomás                              | 32 | 8, 10 20, 24, 32, 74                          |
| 1  | Dugonics tér                                       | ∫  | 3, 3F, 4 8, 10 20, 24, 32, 74, 76, 76Y        |
| 3  | Dugonics tér (Dáni utca)                           | 31 | 3, 3F, 4 8, 10 20, 24, 32, 74, 76, 76Y        |
| 5  | Londoni körút (Kálvária sugárút)                   | 30 | 3, 3F 21, 76, 77, 77A Helyközi buszok         |
| ∫  | Földhivatal                                        | 28 | 3, 3F 76, 77A                                 |
| 6  | Kálvária tér                                       | 27 | 3, 3F 77A, 90                                 |
| 7  | II. Kórház                                         | 26 | 3, 3F 77A, 90 Helyközi buszok                 |
| 9  | Vadaspark                                          | 24 | 3, 3F Helyközi buszok                         |
| 10 | Bajai út                                           | 23 | Helyközi buszok                               |
| 11 | Belvárosi temető                                   | 22 | 3F 64 Helyközi buszok                         |
| 12 | Ikarusz köz                                        | 21 | 3F 64                                         |
| 13 | Fonógyári út (Kollégiumi út)                       | 19 | 3F 64                                         |
| 14 | Vállalkozó köz                                     | 18 |                                               |
| 16 | Kollégiumi út (↓) Dorozsmai út (Kollégiumi út) (↑) | 17 | 7F, 67, 67Y, 75 Helyközi buszok               |
| 18 | Kiskundorozsma, vasútállomás bejárati út           | 15 | 7F, 67, 67Y, 75 Helyközi buszok Cegléd–Szeged |
| 19 | Tassi ház                                          | 14 | 7F, 67, 67Y, 75                               |
| 20 | Csatorna                                           | 13 | 7F, 67, 67Y, 75 Helyközi buszok               |
| 22 | Malom (Jerney utca) (↓) Malom (Dorozsmai út) (↑)   | 12 | 7F, 67, 67Y, 75                               |
| 23 | Jerney János Általános Iskola                      | 10 | 75                                            |
| 25 | Huszka Jenő utca                                   | 9  | 75                                            |
| 26 | Széchenyi István utca                              | 8  | 75                                            |
| 27 | Basahíd utca                                       | 7  | 75                                            |
| 28 | Szent János tér                                    | 5  | 75                                            |
| 29 | Balajthy utca                                      | 4  | 75                                            |
| 30 | Negyvennyolcas utca                                | 3  | 75                                            |
| 31 | Kiskundorozsma, Vásártér                           | 2  | 75 Helyközi buszok                            |
| 32 | Erdőtarcsa utca                                    | 1  | 75                                            |
| 33 | Kiskundorozsma, Czékus utca végállomás             | 0  | 75                                            |